# 华中科技大学软件学院
华中科技大学软件学院，是全国35所国家示范性软件学院之一，于2001年12月5日经教育部批准成立，2002年3月筹建，2002年9月正式成立并招生。
学院大楼总面积约4000平方米，设有软件科学与技术和数字艺术两个系，建有日本三菱控制软件联合实验室、新加坡横河－蓝筹联合实验室、SIEMENS移动实时计算联合实验室、INTEL嵌入式系统联合实验室、微软创新与实训基地等五个联合实验室，以及数字艺术研究所、软件工程研究所、嵌入式系统研究所、信息安全研究所、信息工程研究所等五个研究单位。
现任院长为李国徽，副院长沈刚，党总支书记徐进，党总支副书记徐洁。